# 毛劲松
毛劲松（1969年2月—），男，汉族，辽宁法库人，经济学博士，中共天津市宝坻区区委书记，毕业于天津大学、南开大学。

## 生平
1987年9月至1991年9月，天津大学管理工程系基本建设管理工程专业学生。1990年3月，加入中国共产党。1990年11月至1991年9月，于共青团中央全国学联秘书处驻会工作。1991年9月至1995年1月，任中国天津国际经济技术合作公司国际工程公司干部。1995年1月至1997年1月，任中国天津国际经济技术合作公司中天国际旅行社副经理。1997年1月至1999年1月，任中国天津国际经济技术合作公司劳务四部部长。1999年1月至2000年3月，任中国天津国际经济技术合作公司海外发展部部长。2000年3月至2006年3月，任中国天津国际经济技术合作公司咨询公司经理。1998年9月至2001年6月，在南开大学国际商学院工商管理专业学习，获工商管理硕士学位。2003年9月至2006年3月，借调至天津市外商投资服务中心参与筹备工作。2006年3月至2007年7月，任天津市外商投资服务中心美洲部部长。2007年7月至2013年8月，任天津市外商投资服务中心副主任。2011年3月至2012年1月，在中央党校中青年干部培训二班学习。2013年8月至2014年9月，任天津市投资促进办公室副主任。2011年9月至2014年6月，在南开大学经济学院国际贸易学专业学习，获经济学博士学位。2014年9月至2016年6月，任天津市投资促进办公室副主任，津南区区委常委、副区长（挂职）。2016年6月至2017年4月，任天津市商务委员会副主任、党组成员。2017年4月至2017年5月，天津市宝坻区区委副书记、副区长、代区长。2017年5月至2021年10月，任天津市宝坻区委副书记、区长。2021年10月，任天津市科学技术局党委书记。2022年2月，任中共天津市宝坻区区委书记。